# Хо Динь Хи, Михаил
Михаил Хо Динь Хи (вьет. Micae Hồ Đình Hy; 1808, Вьетнам — 22 мая 1857) — святой римско-католической церкви, мученик.

## Биография
Михаил Хо Динь Хи родился в христианской семье. В возрасте 21 года он был назначен королевской властью на должность руководителя шёлковых предприятий. Будучи государственным чиновником, Михаил Хо Динь Хи не мог открыто исповедовать христианскую веру из-за гонений на христиан, которые были в первой половине XIX века во Вьетнаме, поэтому был вынужден скрывать свои религиозные убеждения.
В течение многих лет, находясь на государственной службе и занимаясь торговлей с производителями шёлка в Сингапуре и Малайзии, он одновременно помогал католическим миссионерам, выдавая их за торговцев, проповедовать христианскую веру, доставая у местных властей письменные разрешения для миссионеров беспрепятственно передвигаться по Вьетнаму.
Михаил Хо Динь Хи был арестован за свою помощь католическим миссионерам. Во время судебного процесса его обвинили в измене государственной власти и шпионаже в пользу Франции. Он был публично казнён 22 мая 1857 года.

## Прославление
Михаил Хо Динь Хи был причислен к лику блаженных в 1900 году папой Львом XIII и канонизирован в лике святых в 1988 году папой Иоанном Павлом II в составе группы 117 вьетнамских мучеников.